# Egzekucje w „dzielnicy policyjnej” w Warszawie (1944)

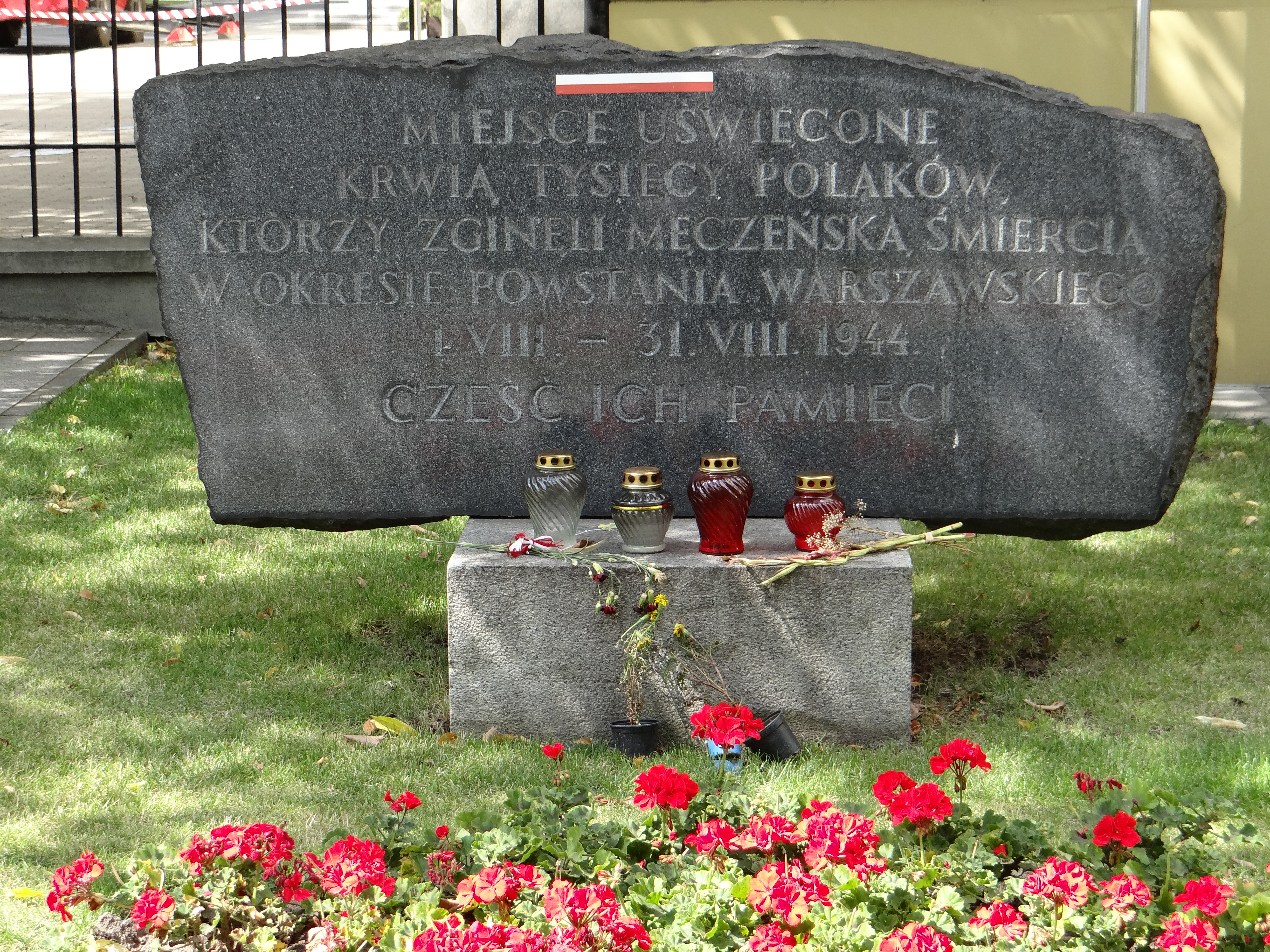
Tablica przy Al. Ujazdowskich 1/3 upamiętniająca ofiary egzekucji dokonywanych w ruinach GISZ

Egzekucje w „dzielnicy policyjnej” – masowe egzekucje mieszkańców Śródmieścia oraz południowych dzielnic Warszawy, przeprowadzane przez Niemców w czasie powstania warszawskiego na terenie tzw. dzielnicy policyjnej w Śródmieściu Południowym.
Do zbiorowych egzekucji w okolicach siedziby Sicherheitspolizei przy al. Szucha dochodziło przede wszystkim w pierwszych dniach sierpnia 1944. Na mniejszą skale były one kontynuowane aż do ostatnich dni powstania. W ciągu dwóch miesięcy funkcjonariusze SS i policji niemieckiej zamordowali w tym rejonie od 5 tys. do 10 tys. warszawiaków (mężczyzn, kobiety, dzieci). Masowe i systematyczne egzekucje mieszkańców Śródmieścia Południowego stanowiły bezpośrednią realizację rozkazu Hitlera nakazującego całkowitą eksterminację ludności Warszawy. Poprzedziły one rzeź Woli.

## „Dzielnica policyjna” w Godzinie „W”
1 sierpnia 1944 o godzinie 17:00 żołnierze Armii Krajowej uderzyli na niemieckie obiekty we wszystkich dzielnicach okupowanej Warszawy. Celem ataku stała się również silnie umocniona „dzielnica policyjna” w Śródmieściu Południowym, której kluczowym punktem była siedziba niemieckiej policji bezpieczeństwa, ulokowana w gmachu przedwojennego Ministerstwa Wyznań Religijnych i Oświecenia Publicznego przy al. Szucha 25. Zadanie zdobycia tego obiektu otrzymali żołnierze VII Zgrupowania AK „Ruczaj” oraz 1 Dywizjonu Ułanów AK „Jeleń”.
Słabo uzbrojeni powstańcy nie mieli szans zdobyć gmachu, którego broniło blisko 800 dobrze uzbrojonych policjantów i gestapowców. W pierwszej fazie natarcia żołnierzom AK udało się za cenę ogromnych strat opanować budynek oficerskiego kasyna garnizonowego przy al. Szucha 29, część ruin Generalnego Inspektoratu Sił Zbrojnych oraz warsztaty samochodowe przy ul. Bagatela. Powstańcy zdołali również ostrzelać z moździerza siedzibę Sicherheitspolizei, co zmusiło dowodzącego obroną „dzielnicy policyjnej” SS-Oberführera Paula Ottona Geibla (Dowódcę SS i Policji na dystrykt warszawski) do ukrycia się w schronie. Po dwóch godzinach walki, gdy polskim żołnierzom skończyła się amunicja, Niemcy przeszli jednak do kontrataku. Odcięta została wówczas trzymająca kasyno kompania porucznika „Kosmy” z Batalionu „Ruczaj”. W nierównej walce dowódca kompanii został zabity, a jego oddział uległ zniszczeniu. Pozostałe oddziały AK zostały odparte na pozycje wyjściowe. Niemcy wymordowali rannych i wziętych do niewoli powstańców.
Wieczorem 1 sierpnia Niemcy wkroczyli do opuszczonych przez żołnierzy AK domów przy ul. Flory 5 i 9, skąd wyciągnęli – a następnie rozstrzelali – wszystkich mężczyzn powyżej 14. roku życia .

## Egzekucje w ruinach GISZ i Ogródku Jordanowskim

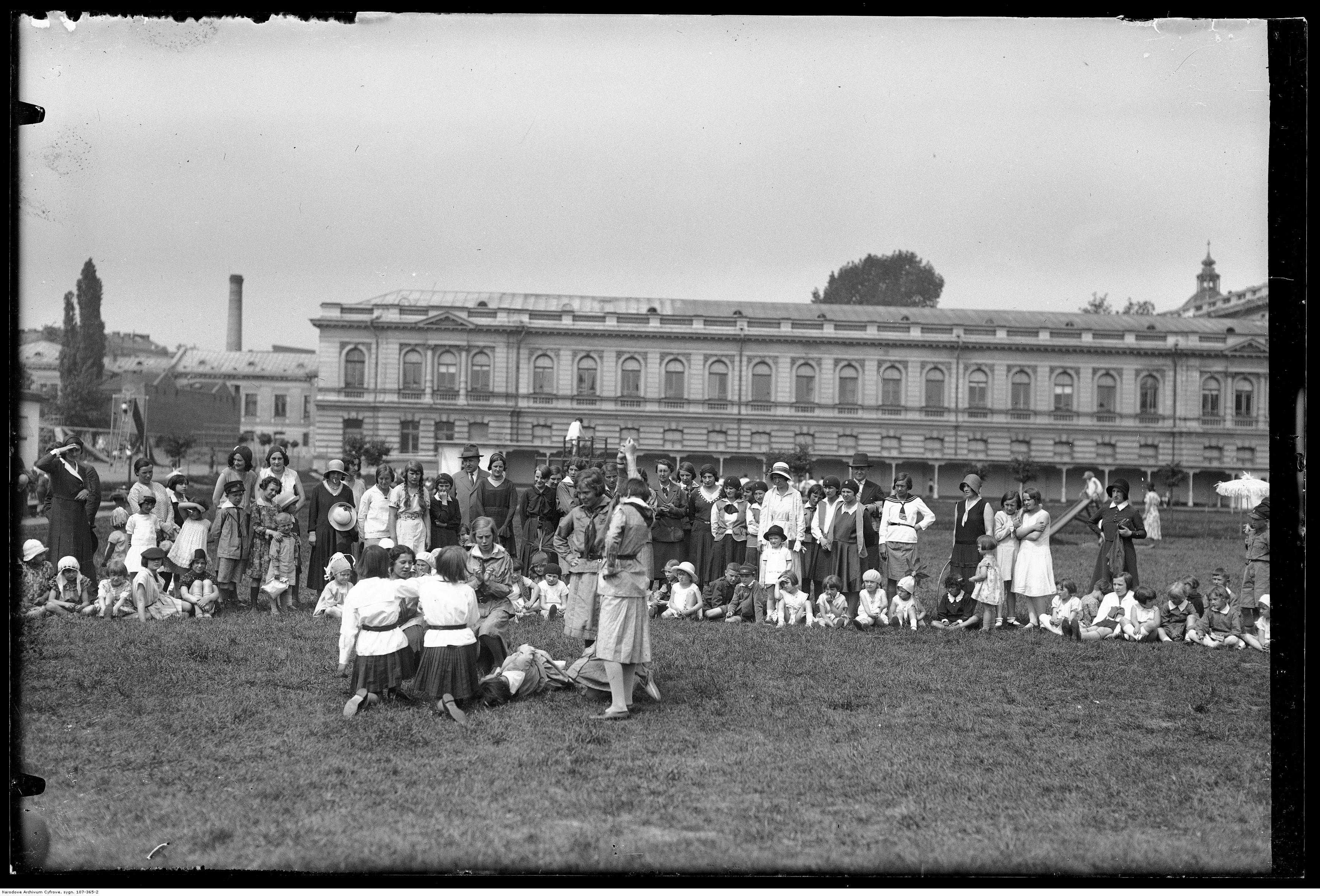
Ogródek Jordanowski przy ul. Bagatela, zdjęcie przedwojenne

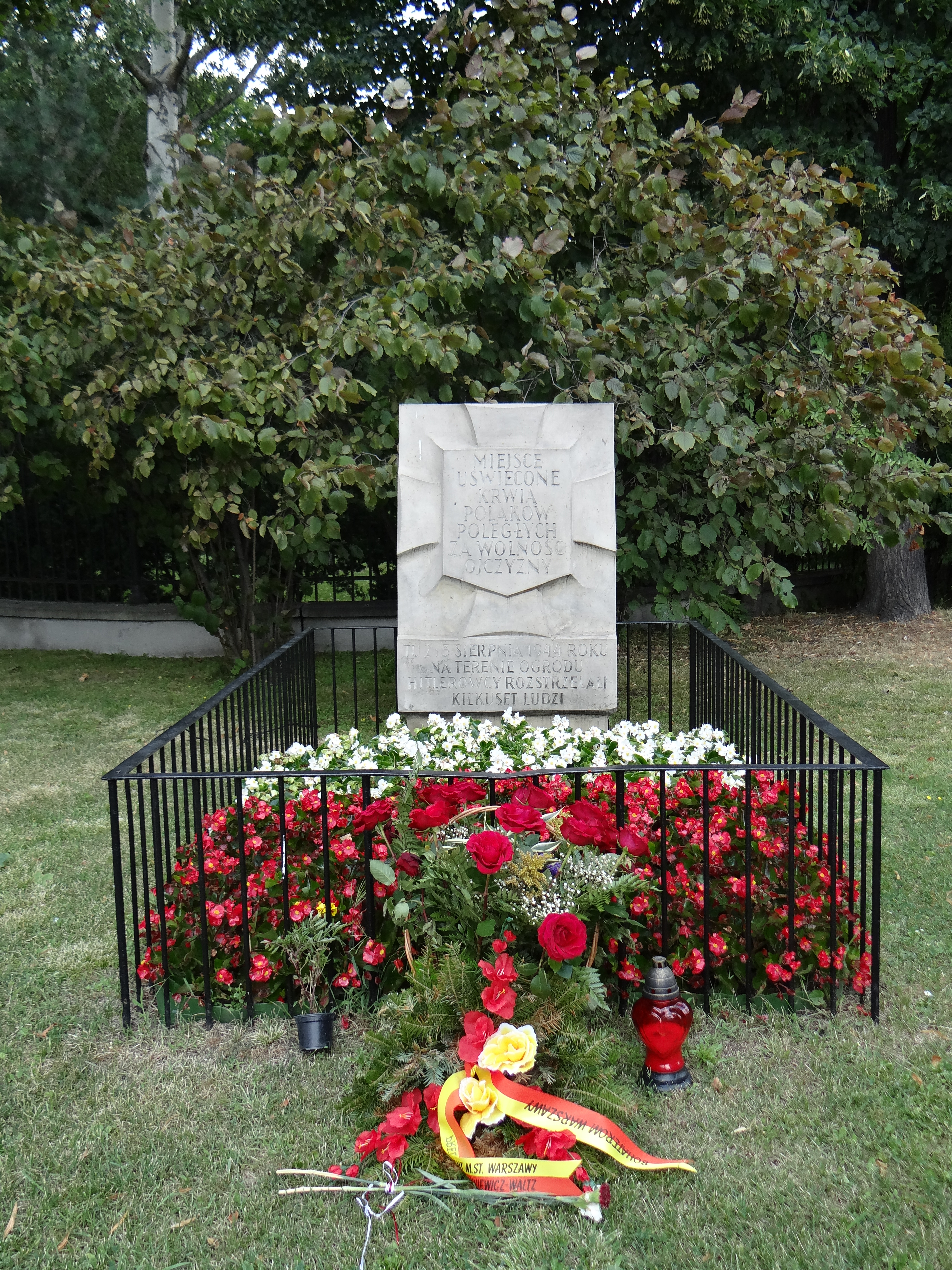
Tablica upamiętniająca ofiary egzekucji w Ogródku Jordanowskim. Zbieg Al. Ujazdowskich i ul. Bagatela

Wkrótce po odparciu powstańczego ataku załoga „dzielnicy policyjnej” przystąpiła do pacyfikacji okolicznych kwartałów zamieszkiwanych przez polską ludność. Masowe mordy, które wówczas nastąpiły, miały bezpośredni związek z otrzymaniem przez Geibla i innych niemieckich dowódców w Warszawie rozkazu Hitlera, nakazującego zniszczenie miasta i wymordowanie wszystkich jego mieszkańców. Paul Otto Geibel przesłuchiwany po wojnie przez polskiego sędziego zeznał, że już wieczorem 1 sierpnia 1944 Reichsführer-SS Heinrich Himmler polecił mu telefonicznie: „niech pan zniszczy dziesiątki tysięcy”. Podobne rozkazy otrzymał komendant SD i policji bezpieczeństwa na dystrykt warszawski SS-Standartenführer dr Ludwig Hahn. Podczas powojennego przesłuchania w Hamburgu (1961) zeznał on, że w dniu 2 sierpnia 1944 otrzymał od Himmlera telegram, zawierający polecenie stłumienia powstania „z wykorzystaniem wszystkich najbrutalniejszych metod”, takich jak spalenie wszystkich dzielnic miasta i wymordowanie wszystkich zamieszkujących w Warszawie Polaków. Tym samym masowa i zorganizowana eksterminacja ludności Warszawy nie została zapoczątkowana rzezią Woli, lecz egzekucjami mieszkańców Śródmieścia Południowego.
Według jednego ze świadków podległe Geiblowi i Hahnowi oddziały SS i policji niemieckiej rozpoczęły masowe mordowanie ludności Śródmieścia Południowego już 1 sierpnia w godzinach wieczornych. W ruinach GISZ przy Al. Ujazdowskich 1/3 miało zostać wówczas zamordowanych blisko 980 osób. Zazwyczaj przyjmuje się jednak, że masowe egzekucje w „dzielnicy policyjnej” rozpoczęły się 2 sierpnia 1944.
Akcja eksterminacyjna przebiegała zazwyczaj według jednakowego scenariusza. Oddziały SS i policji złożone z Niemców oraz ich ukraińskich kolaborantów systematycznie wypędzały polską ludność z kwartałów położonych w pobliżu siedziby Sicherheitspolizei. Kamienice zazwyczaj podpalano, niekiedy uniemożliwiając przy tym ewakuację starców, chorych bądź innych osób niebędących w stanie poruszać się o własnych siłach. Pozostałych mieszkańców wśród krzyków, bicia i grabieży pędzono na Szucha. Tam Niemcy dokonywali szybkiej selekcji. Część zatrzymanych, głównie kobiety i dzieci, przepędzano na teren zajęty przez powstańców . Wybranych mężczyzn zatrzymywano w charakterze przymusowej siły roboczej, po czym zmuszano do pracy przy kopaniu okopów i rowów łącznikowych, noszeniu ładunków, rozbieraniu barykad itp. Ponadto Geibel rozkazał zatrzymać część kobiet w charakterze zakładniczek. Były one następnie pędzone jako „żywe tarcze” przed niemieckimi czołgami atakującymi powstańcze barykady. Tysiące Polaków zostało także zamordowanych na miejscu.
Początkowo Niemcy przeprowadzali masowe egzekucje na terenie Ogródka Jordanowskiego przy ul. Bagatela. Ofiary zazwyczaj prowadzono na miejsce kaźni w grupach liczących od 30 do 100 osób. W ogródku polecano im rozebrać się do naga i kłaść się w kilku rzędach na ziemi – nierzadko na ciałach ludzi, których zabito chwilę wcześniej. Następnie leżących rozstrzeliwano, zazwyczaj strzałem w tył głowy. Czasami polskich cywilów rozstrzeliwano także pod ścianą gmachu GISZ, którego skrzydło przylegało bezpośrednio do Ogródka Jordanowskiego. Zwłoki zamordowanych układano w stosy i palono na terenie ogródka. Świadkowie zeznawali, że stosy ciał sięgały czasem do połowy piętra gmachu GISZ, a w okolicy stale było czuć swąd palonych zwłok. Przed śmiercią ofiary były doszczętnie ograbiane. Zdarzało się przy tym, że Niemcy ciosami kolb karabinowych wybijali zabitym złote zęby.
Niemcy szybko zorientowali się jednak, że egzekucje przeprowadzane w Ogródku Jordanowskim mogą być stosunkowo łatwo obserwowane przez niepożądanych świadków. Z tego względu od 4 sierpnia Polaków masowo rozstrzeliwano w ruinach zburzonego we wrześniu 1939 południowego skrzydła gmachu GISZ – bezpośrednio przylegającego do terenu ogródka. Ze względu na wojenne zniszczenia budynek ten był pozbawiony dachu i ścian wewnętrznych. Chcąc uniemożliwić obserwację dokonywanych wewnątrz gmachu zbrodni, Niemcy zabili deskami większość parterowych okien. Pozostawiono tylko jedno okno na wysokim parterze, do którego przystawiono deski z poprzecznikiem. Pełniło ono odtąd funkcję wejścia, którym SS-mani wprowadzali ofiary na miejsce kaźni. W kotłowni gmachu Niemcy zainstalowali prowizoryczne krematorium.
Zarówno w Ogródku Jordanowskim, jak i w ruinach GISZ byli mordowani przede wszystkim mężczyźni i chłopcy zdolni do noszenia broni. W pierwszych dniach sierpnia 1944 rozstrzeliwano tam jednak również kobiety i dzieci – w tym pracownice tramwajów miejskich i sieroty ze schroniska przy Szpitalu Dziecięcym przy ul. Litewskiej – a także starców i kaleki. W tym okresie na terenie „dzielnicy policyjnej” Niemcy rozstrzeliwali przede wszystkim Polaków zamieszkujących Śródmieście Południowe. W gronie ofiar znaleźli się w pierwszym rzędzie mieszkańcy domów w rejonie Al. Ujazdowskie – ul. Klonowa – ul. Chocimska – ul. Bagatela – pl. Unii Lubelskiej – ul. Marszałkowska.
Wieczorem 5 sierpnia SS-Obergruppenführer Erich von dem Bach-Zelewski doprowadził do uchylenia rozkazu Hitlera przewidującego wymordowanie całej ludności Warszawy bez względu na wiek i płeć. Od tego momentu liczba egzekucji w ruinach GISZ wyraźnie zmalała. O ile wcześniej masowe egzekucje odbywały się tam niemal bez przerwy, o tyle później rozstrzeliwano dziennie co najwyżej 1-2 kilkudziesięcioosobowe grupy skazańców (zeznanie świadka Szczepana Grudnia). Z kolei świadek Bronisław Polak zeznał, że między 11 a 20 sierpnia do gmachu GISZ przyprowadzano zwykle 5-6 partii skazańców do rozstrzelania, później zdarzało się, że przyprowadzano jeszcze pojedyncze osoby lub małe grupki osób. Rzadziej zdarzały się również przypadki mordowania kobiet i dzieci.
W tym okresie ofiary przywożono zazwyczaj z Siekierek, Sielc, Górnego Mokotowa i Powiśla Czerniakowskiego. Okolice gmachu Gestapo w al. Szucha stały się bowiem miejscem „selekcji” ludności wypędzanej z południowych dzielnic Warszawy. Polegała ona na wyławianiu z tłumu uchodźców osób podejrzewanych o udział w powstaniu lub żydowskie pochodzenie, a także osób starszych i niedołężnych – niezdolnych do pracy i niebędących w stanie dotrzeć o własnych siłach do obozu przejściowego w Pruszkowie. Kryteria „selekcji” były zresztą na tyle płynne, że w praktyce z tłumu mogła zostać wyciągnięta każda osoba, która z jakiegoś powodu nie spodobała się SS-manom. „Wyselekcjonowanych” uchodźców rozstrzeliwano w ruinach GISZ. Nie zachowało się wiele informacji na temat tych egzekucji. Wiadomo jedynie, że 23 sierpnia zamordowano w ruinach GISZ blisko 100 mężczyzn z Siekierek, a w ciągu następnych dwóch dni – prawdopodobnie kolejnych 120. W zeznaniach świadków kilkukrotnie powtarzały się także informacje, że w koszarach SS i Luftwaffe na Mokotowie (Stauferkaserne przy ul. Rakowieckiej i Flakkaserne przy ul. Puławskiej), gdzie w czasie powstania więziono tysiące polskich cywilów, gestapowcy z al. Szucha wielokrotnie wybierali z tłumu więźniów grupki liczące po kilkunastu lub kilkudziesięciu mężczyzn, których następnie wywożono w nieznane. Mieszkańcy Śródmieścia Południowego zaobserwowali w tym samym czasie liczne egzekucje niewielkich grup skazańców na terenie ruin GISZ. Egzekucje „wyselekcjonowanych” kobiet i mężczyzn miały tam również miejsce po upadku Czerniakowa (23 września 1944). Świadek Szczepan Grudzień zeznał, że ponowne nasilenie tempa egzekucji przeprowadzanych w ruinach GISZ nastąpiło mniej więcej w połowie września 1944 – a więc w trakcie walk prowadzonych na Sielcach i Górnym Czerniakowie (Solec). Później liczba egzekucji zmalała, aby na przełomie września i października ustać zupełnie.

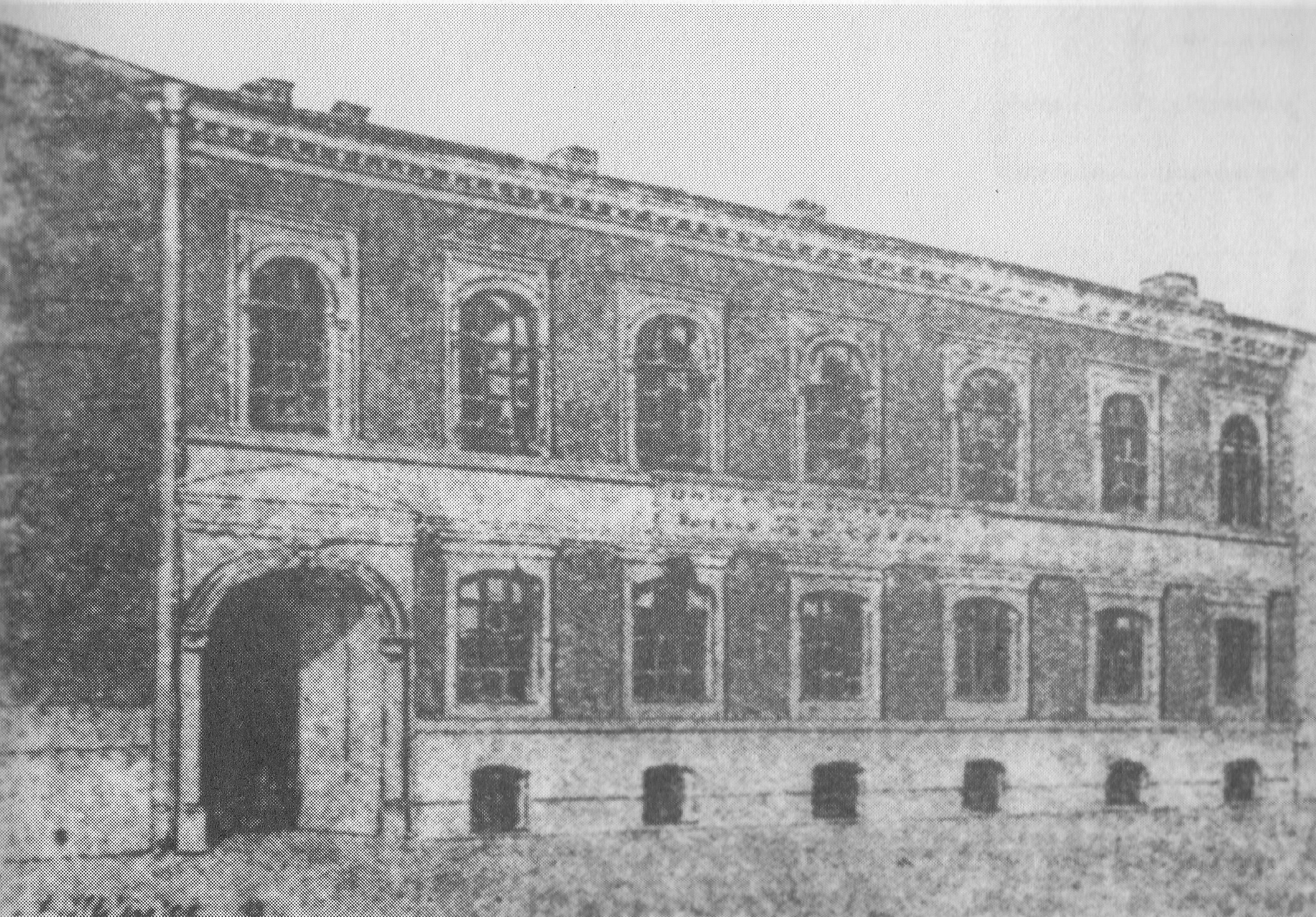
Budynek przy ul. Litewskiej 14, gdzie przetrzymywano m.in. członków komanda palącego zwłoki ofiar egzekucji

Z zeznań świadków wynikało, że w skład plutonu egzekucyjnego wchodziło zazwyczaj dwóch specjalnie wyznaczonych do tego zadania esesmanów. Za swoją „pracę” mieli oni być wynagradzani stałym przydziałem wódki. Do palenia zwłok pomordowanych oraz sortowania należącej do nich odzieży i przedmiotów osobistych Niemcy wykorzystywali natomiast więźniów wychowawczego obozu pracy policji bezpieczeństwa, który mieścił się w budynku przedwojennego domu dziecka im. Baumanów przy ul. Litewskiej 14. Polaków zmuszanych do pracy przy zacieraniu śladów zbrodni Niemcy starali się izolować od pozostałych więźniów. Ponadto co osiem dni niewielkie komanda więźniów wyznaczane do pracy przy paleniu zwłok były rozstrzeliwane celem likwidacji niewygodnych świadków. W rezultacie z blisko 100-osobowej „pierwotnej” grupy więźniów obozu przy ul. Litewskiej pozostało w połowie września 1944 zaledwie dwunastu. Ostatnią grupę więźniów zatrudnionych przy paleniu zwłok Niemcy rozstrzelali w ostatnich dniach powstania.
W Ogródku Jordanowskim i ruinach GISZ Niemcy zamordowali w okresie powstania warszawskiego od 5 tys. do 6 tys. Polaków. IPN ocenia, że liczba ofiar mogła wynieść nawet około 10 tys.  O rozmiarze dokonywanych tam zbrodni może świadczyć informacja zawarta w protokole Okręgowej Komisji Badania Zbrodni Niemieckich w Warszawie (lipiec 1946), mówiąca, iż odnalezione w piwnicach GISZ prochy ludzkie ważyły 5578 kilogramów. Tylko w kilku przypadkach udało się ustalić bardziej szczegółowe dane na temat ofiar masowych egzekucji przeprowadzanych w „dzielnicy policyjnej”. Ustalono m.in., że zamordowano tam 160 mężczyzn z Siekierek; mieszkańców domów przy ul. Puławskiej nr 1, 3, 5, 7; ul. Marszałkowskiej nr 31, 33, 35; ul. Solec 53 oraz ul. Podchorążych.

## Pozostałe egzekucje w „dzielnicy policyjnej”

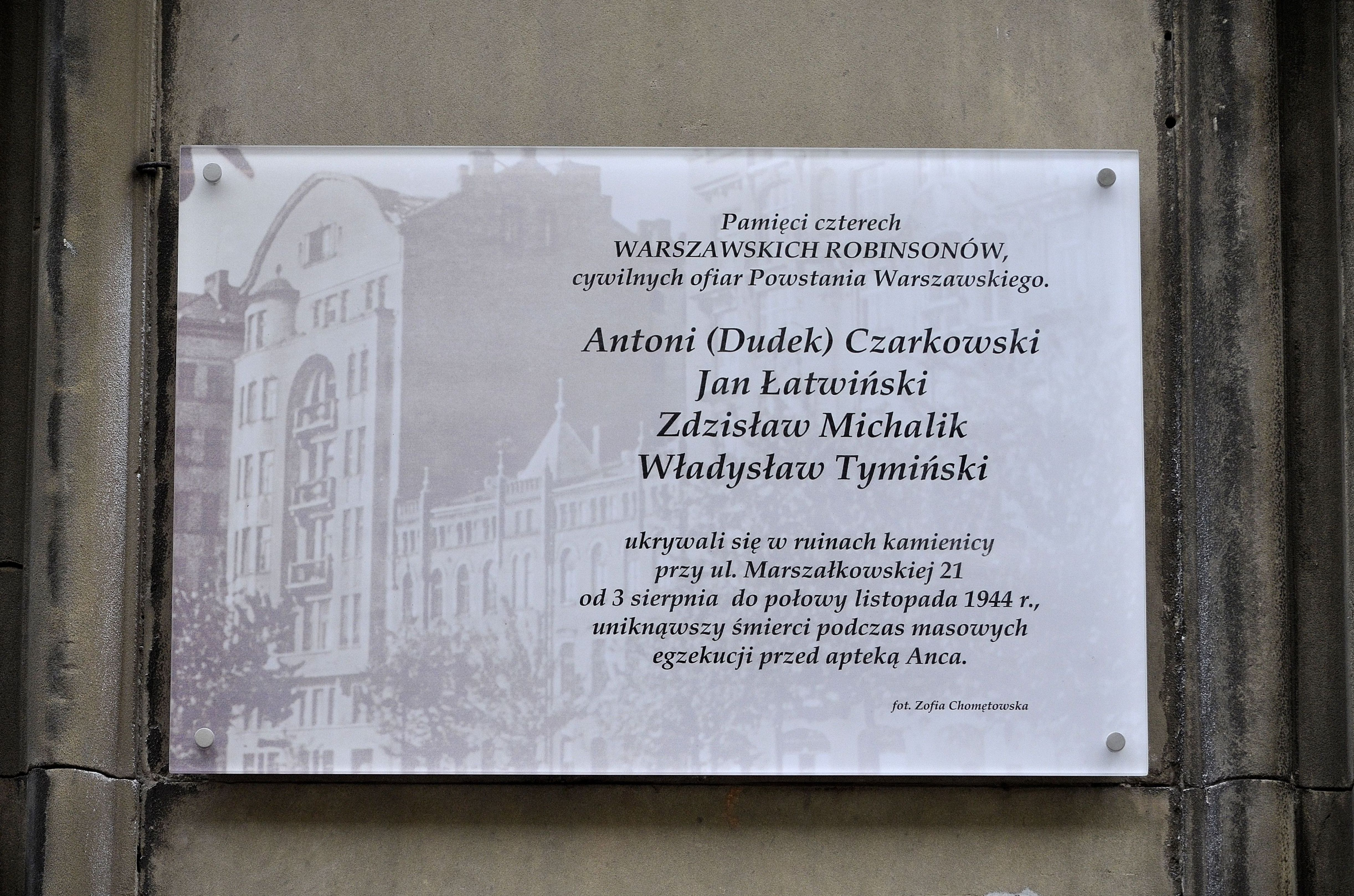
Tablica przy ul. Marszałkowskiej 21/25 upamiętniająca czterech robinsonów warszawskich ocalałych z egzekucji w aptece „Anca”

Ogródek Jordanowski i ruiny GISZ nie były jedynym miejscem w „dzielnicy policyjnej”, w którym Niemcy przeprowadzali masowe egzekucje polskich jeńców i cywilów. W pierwszych dniach sierpnia masowo rozstrzeliwano mieszkańców domów przy ul. Marszałkowskiej, na odcinku od pl. Unii Lubelskiej po pl. Zbawiciela. Największe egzekucje miały miejsce przed apteką „Anca” przy ul. Marszałkowskiej 21 róg Oleandrów. W dniach 3-5 sierpnia 1944 rozstrzelano tam około 100 mężczyzn – mieszkańców okolicznych domów. Ciała zamordowanych wrzucono do piwnic apteki, gdzie zostały spalone. Egzekucji dokonali ukraińscy kolaboranci kwaterujący w al. Szucha.
Od 5 sierpnia, gdy w ręce Niemców wpadły kolejne domy, masowe egzekucje były przeprowadzane także w rejonie współczesnego gmachu przy ul. Marszałkowskiej 27/35. Rozstrzelano tam m.in. pewną liczbę harcerzy z mokotowskich Szarych Szeregów.
Ponadto w okresie powstania warszawskiego kilkuset Polaków zostało zamordowanych w gmachu Gestapo przy al. Szucha, bądź w jego najbliższym sąsiedztwie.

## Po wojnie
Podczas prac ekshumacyjnych prowadzonych po zakończeniu wojny, pracownicy Polskiego Czerwonego Krzyża i Okręgowej Komisji Badania Zbrodni Niemieckich odnaleźli w piwnicach GISZ prochy ludzkie. Zostały one umieszczone w 76 trumnach i pogrzebane na Cmentarzu Powstańców Warszawy. Autorom opracowania Powstanie Warszawskie – rejestr miejsc i faktów zbrodni udało się ustalić nazwiska zaledwie 38 osób zamordowanych w trakcie egzekucji w „dzielnicy policyjnej”. Prawdopodobnie jedną z ofiar był słynny przed wojną jasnowidz, Stefan Ossowiecki.
W 1954 roku Sąd Wojewódzki dla m. st. Warszawy skazał na karę dożywotniego więzienia SS-Brigadeführera Paula Ottona Geibla, który w trakcie powstania dowodził niemieckimi siłami w „dzielnicy policyjnej” i ponosił całkowitą odpowiedzialność za popełnione tam zbrodnie. 12 października 1966 Geibel popełnił samobójstwo w więzieniu mokotowskim.
Dr Ludwig Hahn przez wiele lat mieszkał w Hamburgu pod swoim prawdziwym nazwiskiem. Przed sądem stanął dopiero w 1972 i po trwającym rok procesie skazany został na karę 12 lat pozbawienia wolności. W procesie rewizyjnym hamburski sąd przysięgłych podwyższył karę na dożywotnie pozbawienie wolności (1975). Hahn wyszedł jednak na wolność w 1983 i zmarł trzy lata później.

### Upamiętnienie

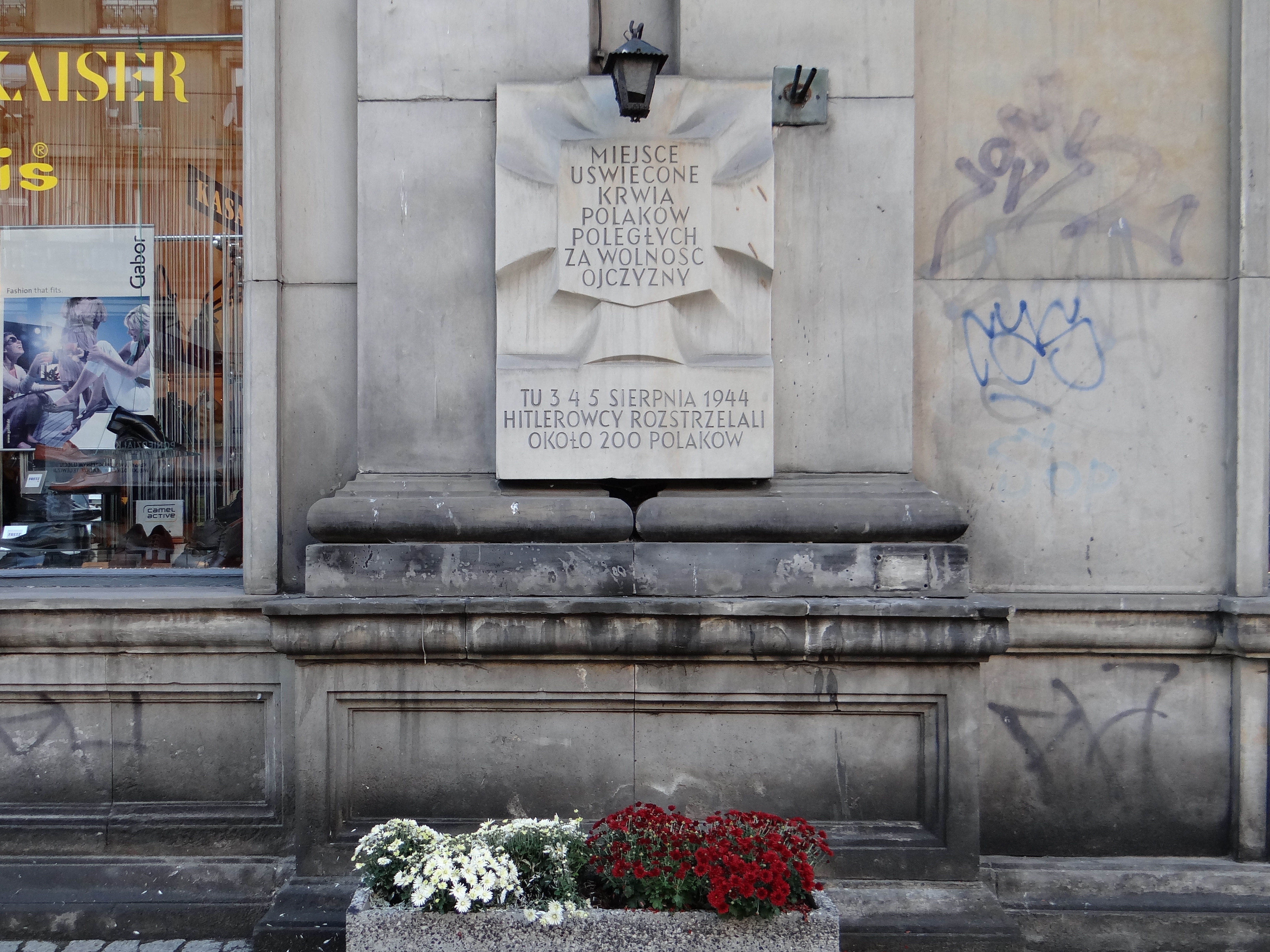
Tablica przy ul. Marszałkowskiej 27/35 upamiętniająca pomordowanych mieszkańców tej ulicy

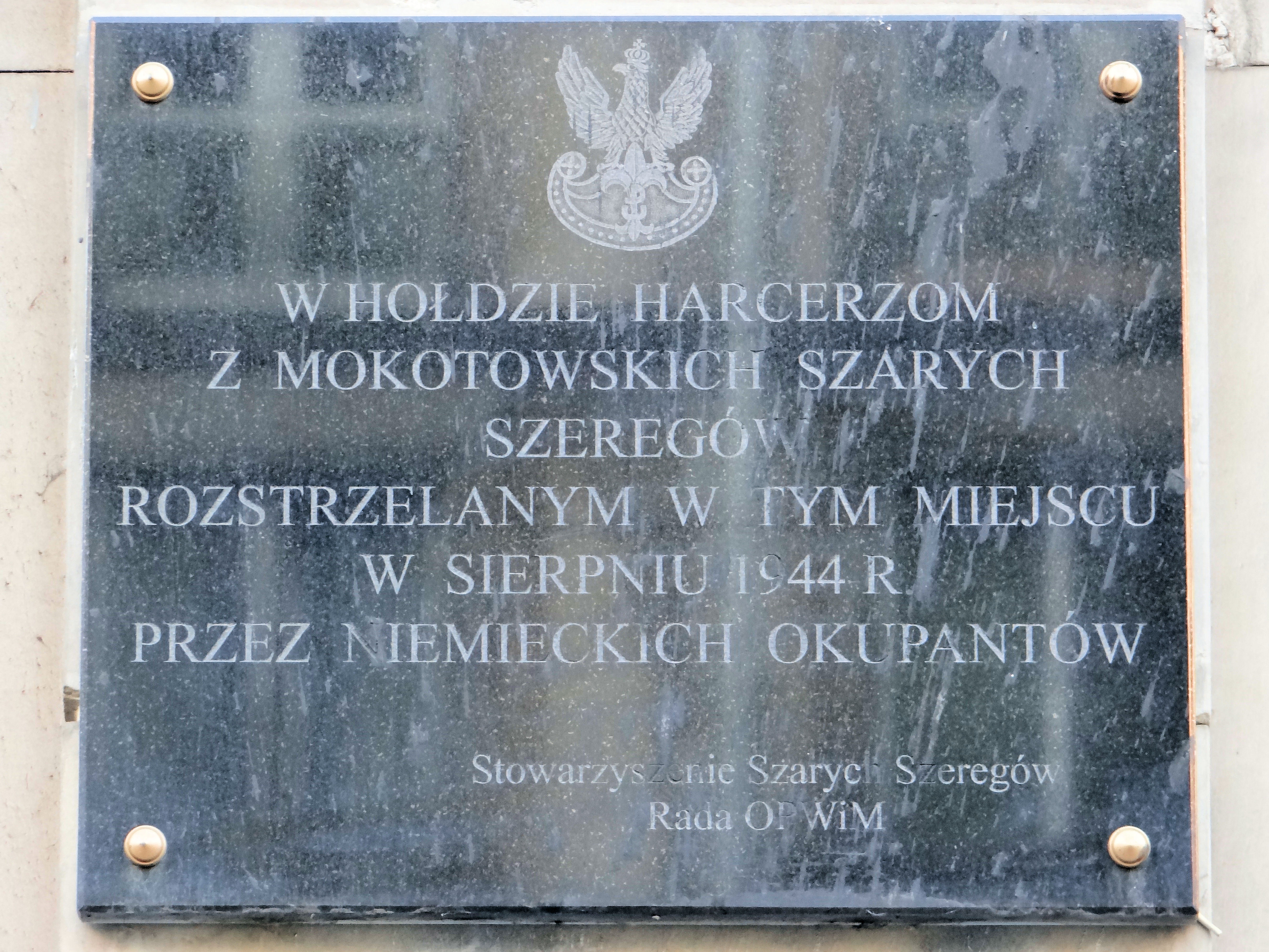
Tablica przy ul. Marszałkowskiej 27/35 upamiętniająca zamordowanych harcerzy

Ofiary zbrodni dokonywanych przez Niemców w okresie powstania warszawskiego na terenie „dzielnicy policyjnej” oraz sąsiednich ulic zostały upamiętnione w następujący sposób:
- Al. Ujazdowskie 1/3 – w latach 70. przy chodniku nieopodal jednego z wejść do południowego skrzydła gmachu Kancelarii Prezesa Rady Ministrów odsłonięto wolno stojącą tablicę, upamiętniającą tysiące Polaków rozstrzelanych w ruinach GISZ (tablica w obecnym kształcie stoi od sierpnia 1996)[45].
- Al. Ujazdowskie róg ul. Bagatela – w latach 50. na trawniku przy zbiegu obu ulic ustawiono wolno stojącą tablicę projektu Karola Tchorka, upamiętniającą ofiary egzekucji dokonywanych przez Niemców na terenie Ogródka Jordanowskiego przy ul. Bagatela[45].
- ul. Marszałkowska 21 – w 2015 roku na frontowej ścianie budynku odsłonięto tablicę upamiętniającą czterech „warszawskich robinsonów”, którzy ocalawszy z egzekucji przeprowadzanych przed apteką „Anca” ukrywali się w tym budynku do połowy listopada 1944.
- ul. Marszałkowska 27/35 – w latach 50. na frontowej ścianie budynku odsłonięto tablicę projektu Karola Tchorka, upamiętniającą mieszkańców domów przy ul. Marszałkowskiej zamordowanych przez Niemców w pierwszych dniach sierpnia 1944[46]. W późniejszych latach zainstalowano tam jeszcze jedną tablicę, upamiętniającą rozstrzelanych w tym miejscu harcerzy z mokotowskich Szarych Szeregów.